# 松田桐箱
株式会社松田桐箱（まつだきりばこ）は埼玉県春日部市の企業。創業は大正8年。主にパッケージとしての桐箱を製造・販売している。
平成4年には埼玉県指定伝統工芸モデル工場にも認定される。春日部の桐箱は江戸時代に日光東照宮造営に携わった工匠が当地で日常品を作ったのが始まりという。
近年では桐の優れた性質を生かす桐箱以外の商品の開発・製造にも意欲的に着手しており、金具を用いずに開閉を行うことが可能な蝶番の開発をするなどの商品展開を行っている。

## 製品
米の計量を自動で行うことができる総桐製の米びつなどには、塗料や接着剤に天然素材のものを用いるなど、安全性を重視している。
一般的な蝶番などの金具のない製品を開発。代表的な製品として、桐の名刺入れ（カードケース）、桐のペンケースがあり、2014年2月に株式会社ZENCRAFTより事業を継承した「時のゆりかご」にもその技術が用いられている。時のゆりかごは例外的に施錠するための金具が取り付けられているが、いずれの製品にも開閉時の可動部分に一般的な金属、樹脂等の蝶番は用いられていない。
これにより、見た目にも凹凸がなく、出し入れにも引っかかりの少ない製品となっており、桐箱の風格、風合いを損なうことなく、利便性やデザイン性の向上を目指している。
今後、収納用品やパッケージ用品としての桐箱以外にも、電化製品や日用品として、桐の良さを日常的に感じられる商品展開を進めていく予定である。

## 松田桐箱の沿革
- 大正8年2月	粕壁町（現在の春日部市緑町）1048番地にて創業
- 昭和27年10月	有限会社松田桐箱製作所を設立
- 昭和50年7月	春日部市緑町5-1-16に330m2の工場設立
- 昭和63年11月	鉄骨二階建ての工場を増設
- 平成4年11月	埼玉県指定伝統工芸モデル工場となる
- 平成12年5月	株式会社松田桐箱に変更